# Dagmar Oliefelt
Dagmar Oliefelt är ett oljefält i den danska delen av Nordsjön. Det ligger cirka 245 km väster om Esbjerg, 500 km väster om huvudstaden Köpenhamn.
Fältet togs i drift 1991 som ett satellitfält till det större Gormfältet. Med sjunkande produktionssiffror lades Dagmarfältet i malpåse 2005. År 2008 gjordes en försöksutvinning som gav mycket lite olja, med 98% vatteninnehåll.